# Eridolius paululus
Eridolius paululus là một loài tò vò trong họ Ichneumonidae.